# 압달라 함독
압달라 함독 알키나니(아랍어: عبدالله حمدوك الكناني, 영어: Abdalla Hamdok Al-Kinani, 1956년 1월 1일~)는 2019년부터 2021년까지, 2021년부터 2022년까지 다시 수단의 제15대 총리를 역임한 수단의 공무원이다. 임명되기 전에, 함독은 수많은 국가와 국제적인 행정직을 역임했다. 2011년 11월부터 2018년 10월까지 유엔 아프리카 경제 위원회(UNECA)의 사무차장을 역임했다. UNECA 직원들은 함독을 "외교관, 겸손한 사람, 총명하고 훈련된 두뇌"라고 묘사했다. 2019년 8월, 함독은 2019년 수단 민주주의로의 이행을 위한 수단 총리 후보로 제안되었다.
과도 군사 위원회에서 수단 주권 위원회로 권력이 이양된 후, 주권 위원회는 과도기 동안 함독을 총리로 임명했다. 2019년 8월 21일 취임했다. 그는 2021년 10월 수단 쿠데타 당시 납치되어 알려지지 않은 장소로 옮겨졌다. 유럽 연합과 미국, 그리고 다른 서방 강대국들은 함독 내각을 "임시 정부의 헌법적 지도자"로 계속 인정한다고 밝혔다. 2021년 11월 21일, 모든 정치범들이 석방되었고, 함독은 군과의 협정의 일환으로 총리로 복권되었다. 함독은 시위가 계속되는 가운데 2022년 1월 2일 사임했다.

## 어린 시절 및 교육
압달라 함독은 1956년 1월 1일 수단 남쿠르두판주 알디바트에서 태어났다. 그는 하르툼 대학교에서 과학 학사 학위를 받았고 맨체스터 대학교에서 경제학 박사 학위를 받았다.

## 국제 경력
1981년부터 1987년까지, 함독은 수단 재정경제부의 고위 관리였다.
1990년대에 함독은 처음에는 딜로이트에서, 그 다음에는 짐바브웨의 국제 노동 기구에서, 그 다음에는 코트디부아르의 아프리카 개발 은행에서 몇 년 동안 고위직을 역임했다. 함독은 2003년부터 2008년까지 국제 민주주의 및 선거 지원 연구소의 아프리카 및 중동 지역 책임자였다.
함독은 2001년과 2002년 유엔 아프리카 경제 위원회(UNECA)에서 지역 통합 및 무역 책임자로 잠시 일했으며 2011년부터 2018년 10월까지 UNECA 사무차장을 역임했다. UNECA 직원들은 함독을 "진정한 범아프리카주의자, 외교관, 겸손한 사람, 총명하고 훈련된 정신"이라고 묘사했다.
2018년 9월 수단의 대통령 오마르 알바시르 임기에 재무장관으로 임명되었으나, 임명을 거부했다.

## 같이 보기
- 오마르 알바시르